# Piscul Berda
Piscul Berda, uneori întâlnit și ca Muntele Berda, (în ucraineană Берда) este cel mai înalt punct al dealurilor Hotinului (Ucraina). Are o înălțime de 515,7 m deasupra nivelului mării. Se află în apropierea satului Vaslăuți (raionul Zastavna). Piscul Berda se vede clar din Piața Centrală din Cernăuți.
Există o opinie potrivit căreia, Berda este cel mai înalt punct nu doar de pe dealurile Hotinului, dar și din întreaga Câmpie a Europei de Est, fapt negat prin prezența în sud, pe teritoriul României, în județul Botoșani, a unor vârfuri pe peste 550 m (d. Dealul Mare, 587 m.)

## Legăturiexterne
- Атлас Украинской ССР и Молдавской ССР. Карта «Черновицкая область» (масштаб 1:750 000). — Moscova: ГУГК, 1983. — pp. 17.